# Elaphoglossum dannoritzeri
Elaphoglossum dannoritzeri är en träjonväxtart som beskrevs av M. Kessler. Elaphoglossum dannoritzeri ingår i släktet Elaphoglossum och familjen Dryopteridaceae. Inga underarter finns listade.